# 西湖街道 (常州市)
西湖街道是中华人民共和国江苏省常州市武进区下辖的一个街道办事处。
2009年1月23日，江苏省人民政府批复同意撤销武进区滆湖良种繁育场，将原滆湖良种繁育场管理的区域与武进区牛塘镇划出的塔下村委会、“一八”农场、“七一”农场，邹区镇划出的霍庄、夏萧、赵墅村等3个村委会及嘉泽镇划出的厚庄村委会合并设立西湖街道办事处。街道办事处驻武进区沧海街。
2015年9月11日，江苏省人民政府批复同意将钟楼区邹区镇的礼河、长汀、河头、仕尚4个村委会划归武进区西湖街道办事处管理。

## 行政区划
西湖街道下辖以下村级行政区划单位：
湖滨社区、礼河社区（含礼河村村委）、聚新家园社区、西湖家园社区、塔下村、河头村、长汀村、仕尚村和塘门村。